# 宮部鼎藏
宮部 鼎藏（1820年（文政3年）—1864年7月8日（元治元年6月5日））日本武士･熊本藩士、尊皇攘夷派的活動家。也叫作鼎三。諱增實。號田城。養父為宮部増美。
出生於肥後国益城郡田代村(熊本縣御船町)的醫生家庭並且過寄給叔父宮部増美當養子。學習山鹿流軍學、30歲時受到熊本藩徵召而向林櫻園學習国学。和長州藩的吉田松陰相識，嘉永3年（1850年）與松陰一起到東北旅行。文久元年（1861年）參加肥後勤皇黨。文久2年（1862年）清河八郎也前來肥後拜訪宮部。之後在京都活動。文久3年（1863年）「八月十八日政變」發生，由於長州藩遭到放逐，宮部也因此前往長州藩、元治元年（1864年）再度潛伏於京都並且寄宿於古高俊太郎的家中。
元治元年6月5日，宮部在池田屋開會時，遭到新選組襲撃而與他們奮戰，結果負傷而自殺（池田屋事件）。享年45歲。明治24年(1891年)贈與從四位。
墓所位於熊本市小峰墓地。